# Dornelas (Aguiar da Beira)
Dornelas é uma povoação portuguesa sede da Freguesia de Dornelas do Município de Aguiar da Beira, freguesia com 23,75 km² de área e 666 habitantes (censo de 2021), tendo, por isso, uma densidade populacional de 28 hab./km².
Localizada na região sudoeste do município, a Freguesia de Dornelas tem como vizinhos as freguesias de Cortiçada, a norte, Pena Verde, a leste, e Forninhos, a sul, e os municípios de Penalva do Castelo a sudoeste e de Sátão, a noroeste.

## Demografia
A população registada nos censos foi:
| Distribuição da População por Grupos Etários | Distribuição da População por Grupos Etários | Distribuição da População por Grupos Etários | Distribuição da População por Grupos Etários | Distribuição da População por Grupos Etários |
| -------------------------------------------- | -------------------------------------------- | -------------------------------------------- | -------------------------------------------- | -------------------------------------------- |
| Ano                                          | 0-14 Anos                                    | 15-24 Anos                                   | 25-64 Anos                                   | > 65 Anos                                    |
| 2001                                         | 92                                           | 99                                           | 326                                          | 252                                          |
| 2011                                         | 52                                           | 69                                           | 339                                          | 230                                          |
| 2021                                         | 36                                           | 41                                           | 293                                          | 296                                          |